# Runcu (Dâmbovița)
Runcu es una comuna ubicada en el distrito de Dâmbovița, Rumania.

## Superficie
Posee una superficie de 79,15 kilómetros cuadrados.

## Demografía
Hasta 2021 la población era de 3555 habitantes, con una densidad de población de 44,91 habitantes por kilómetro cuadrado.